# Dagsburg (Lothringen)
Die Dagsburg (französisch Dagsbourg oder Château de Dabo) in Lothringen ist eine abgegangene Felsenburg im Nordosten von Frankreich und die ältere von zwei Anlagen dieses Namens, die knapp 70 km voneinander entfernt sind. Die jüngere ist die Dagsburg im Elsass.

## Geographie

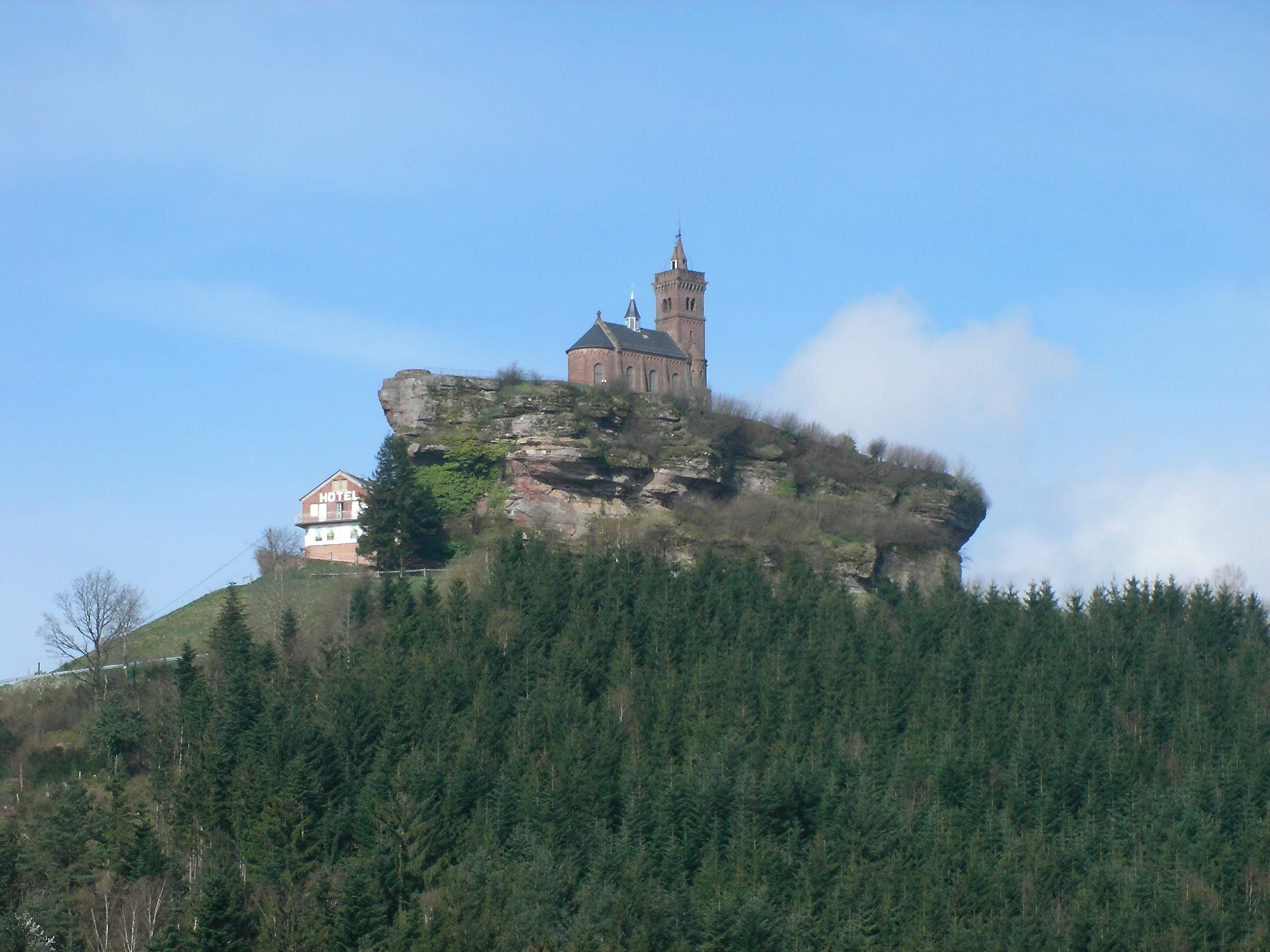
Burgstelle der Dagsburg von Osten

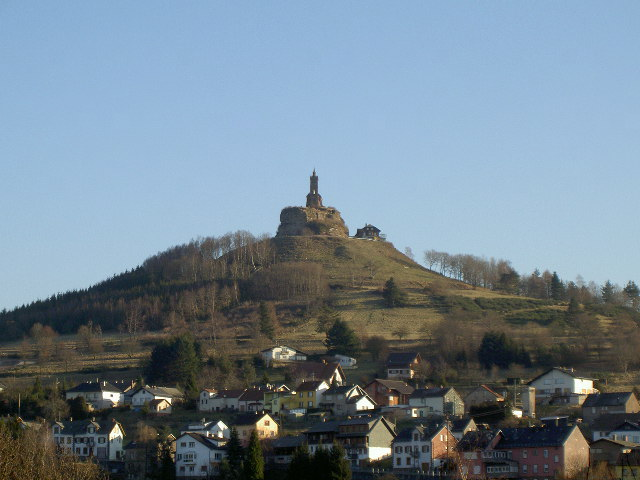
Burgstelle von Nordwesten

Die Burgstelle der Dagsburg liegt in den nordwestlichen Vogesen im Bezirk Sarrebourg über der Ortschaft Dabo (vogesische Aussprache für Dagsburg) in 664 m Höhe auf dem Plateau des 30 m hohen Sandsteinfelsens Rocher de Dabo. Die Entfernung nach Straßburg im Südosten beträgt etwa 40 km, nach Saargemünd im Norden sind es 60 km. Das Gebiet ist Teil des lothringischen Départements Moselle, die Grenze zum Unterelsass, zu dem die Burg im Mittelalter gehörte, verläuft heute unmittelbar östlich.

## Geschichte

### Errichtung und Name
In der ersten Hälfte des 10. Jahrhunderts ließ Graf Eberhard, ein aus der Familie der Etichonen stammender Herzog des Elsass, die Dagsburg errichten, deren Name die damalige Schreibweise von Dachsburg wiedergibt.

### Entwicklung und Zerstörung
Das Land um die Ortschaft Dabo bildete im Mittelalter die kleine Grafschaft Dagsburg, deren Herrschaft infolge von Erbschaften, Bündnissen und Heiraten häufig wechselte.
Zu den späteren Erbauern der knapp 70 km südlich gelegenen und mindestens 200 Jahre jüngeren Dagsburg im Oberelsass entstanden bereits gegen Ende des 10. Jahrhunderts verwandtschaftliche Beziehungen. Zu dieser Zeit kam es zur Heirat zwischen Hugo VI. (960–1049), Graf im Nordgau und Graf von Egisheim, sowie Gräfin Heilwig (964–1046) von der heute lothringischen Dagsburg. Ein nachgeborener Sohn, Bruno von Egisheim-Dagsburg (1002–1054), wurde 1048 als Leo IX. in Worms zum Papst gewählt. Offenbar in Anlehnung an die Bezeichnung der Heimatburg Heilwigs wurde die um 1150 im Oberelsass erbaute Dagsburg mit demselben Namen belegt.
1241 erwarb Graf Friedrich III. aus dem pfälzischen Adelsgeschlecht der Leininger im Zuge eines Erbfalls das Eigentum an der lothringischen Dagsburg samt der umliegenden Grafschaft und nannte seine Linie fortan Leiningen-Dagsburg. Ein später Nachfahr war Graf Christian Carl Reinhard von Leiningen-Dagsburg-Falkenburg (1695–1766).
1679 ließ der französische „Sonnenkönig“ Ludwig XIV. die Dagsburg schleifen; sie ist seither Burgstall.

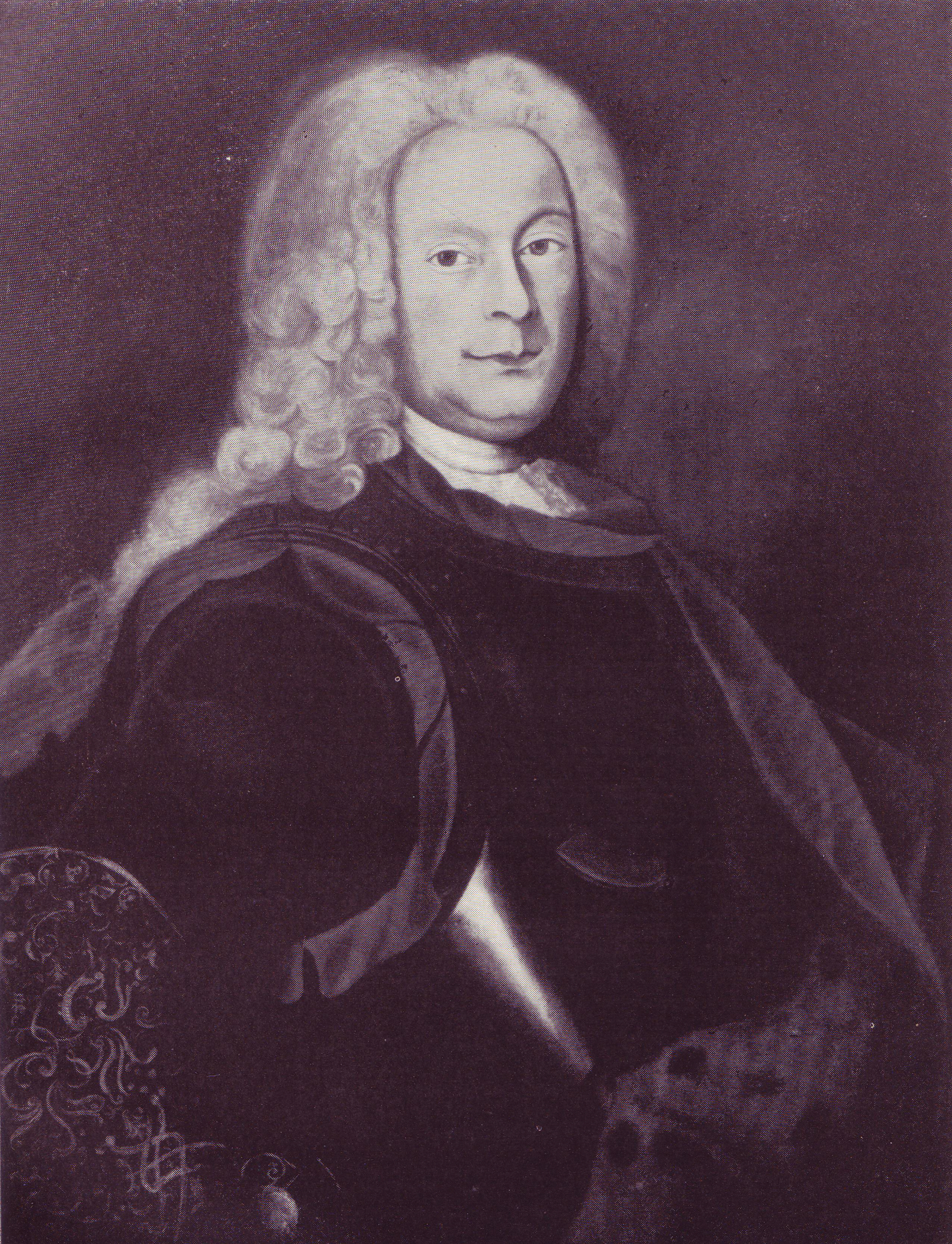
Graf Christian Carl Reinhard
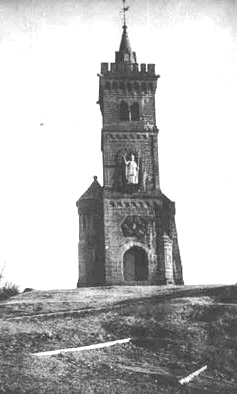
St.-Leo-Kapelle auf dem Rocher de Dabo
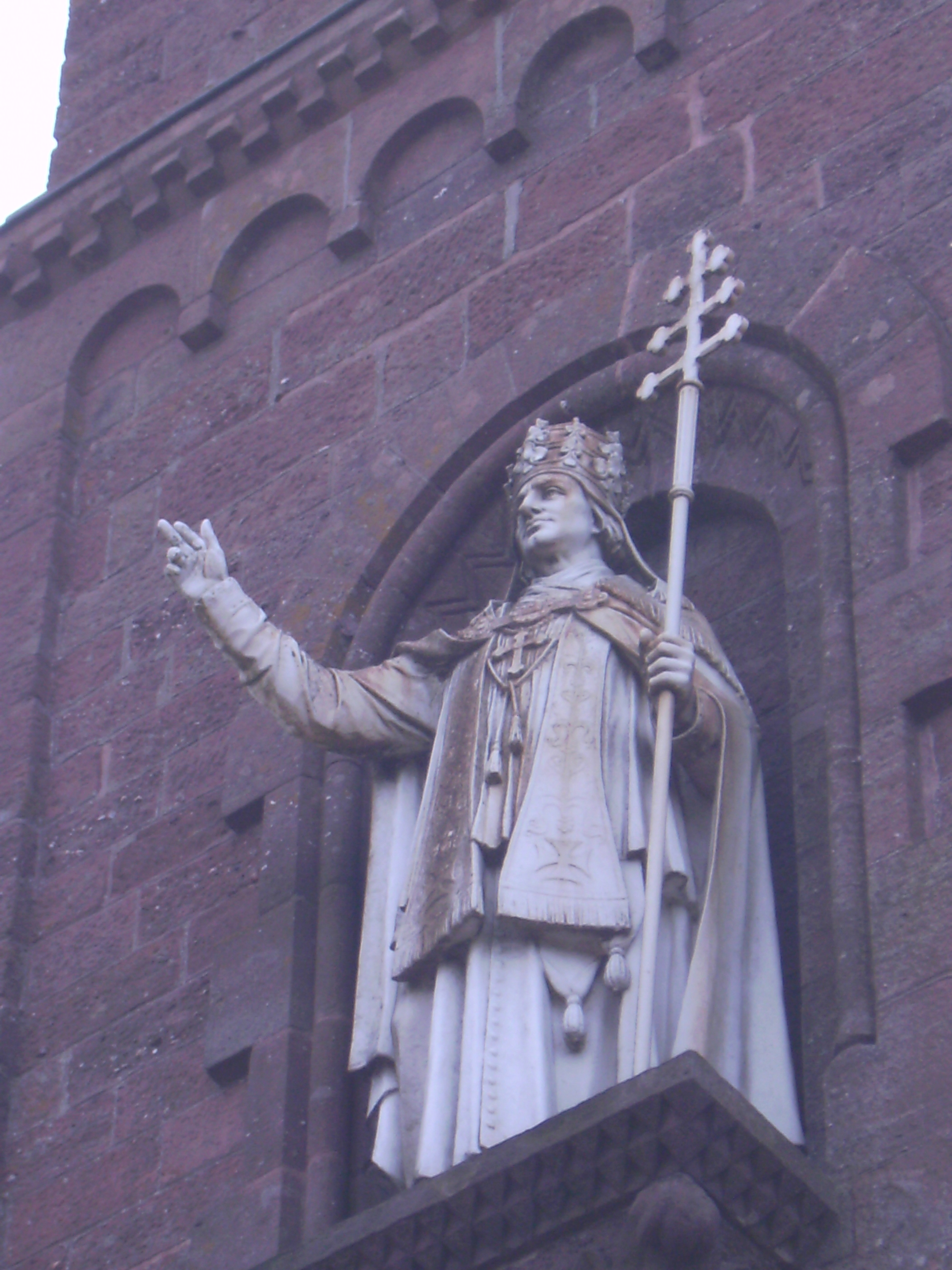
Papst Leo IX., Statue an der Kapelle

### Kapelle
1828 wurde auf dem Felsplateau eine Kapelle zu Ehren des heiliggesprochenen Papstes Leo IX. errichtet, dessen Mutter von der lothringischen Dagsburg stammte. Wegen Baufälligkeit wurde die Kapelle in den Jahren 1889 bis 1892 durch einen neoromanischen Neubau ersetzt, der bis heute überdauert hat.